# Glasgow
|  | Per a altres significats, vegeu «Glasgow (desambiguació)». |

Glasgow (en gaèlic escocès: Glaschu; en escocès: Glesca o Glesga) és una ciutat d'Escòcia, al Regne Unit. Està situada a la riba del riu Clyde a les terres baixes del centre-oest d'Escòcia. És la ciutat més gran d'Escòcia, amb una població estimada de 588.280 habitants, i la tercera del Regne Unit després de Londres i Birmingham, a més, és l'àrea d'autoritat unitària més poblada i la segona àrea metropolitana més poblada del Regne Unit en la seva conurbació Gran Glasgow després del Gran Londres. La gent de Glasgow és coneguda com a Glaswegians. Així mateix, Glaswegian és el nom amb què es coneix al dialecte local d'escocès. És a més un dels 32 consells unitaris (en anglès: council area) en què està dividida administrativament Escòcia, oficialment denominat com City of Glasgow i, com molts dels municipis de l'oest d'Escòcia, és de majoria laborista.
Antigament, va ser una "royal burgh" (ciutat reial), i era coneguda com la "segona ciutat de l'Imperi Britànic" a l'època victoriana. Es va erigir com un gran port de comerç de transatlàntics durant la Revolució industrial. El riu Clyde va ser un dels més preeminents centre mundials de drassanes, construint-se en ell molts dels revolucionaris i famosos bucs de la línia Cunard com RMS Lusitània, RMS Aquitània, RMS Queen Mary, RMS Queen Elizabeth i el RMS Queen Elizabeth 2, i el veler reial Britànnia.
Amb la industrialització la ciutat va començar creixent des de la fi del segle xix fins a aconseguir una població de més d'un milió d'habitants a l'inici del segle xx i 2.088.000 d'habitants el 1931. No obstant això, amb el descens de població, degut bàsicament a la recol·locació de gent a noves poblacions com East Kilbride i Cumbernauld als afores de la ciutat, i els successius canvis del seu terme municipal dels governs nacionals en un intent de reduir el poder relatiu de la ciutat a Escòcia, la població actual de la City of Glasgow és de 592.000 segons el cens del 2007. La regió urbana que formen Glasgow i la seva àrea metropolitana compten, aproximadament, amb 2.300.000 habitants, el que constitueix el 41% de la població de tota Escòcia.
Com que és un punt neuràlgic de comerç, negocis, indústria, mitjans de comunicació i transport d'Escòcia, Glasgow és una gran ciutat cosmopolita i bulliciosa. És la tercera destinació turística més visitada del Regne Unit després de Londres i Edimburg. Així mateix, és el centre econòmic més important de comerç i de venda al detall d'Escòcia. Glasgow és un dels vint centres financers més importants d'Europa i és la seu de molts dels negocis al capdavant a Escòcia, el que la fa part essencial de l'economia britànica.

## Història

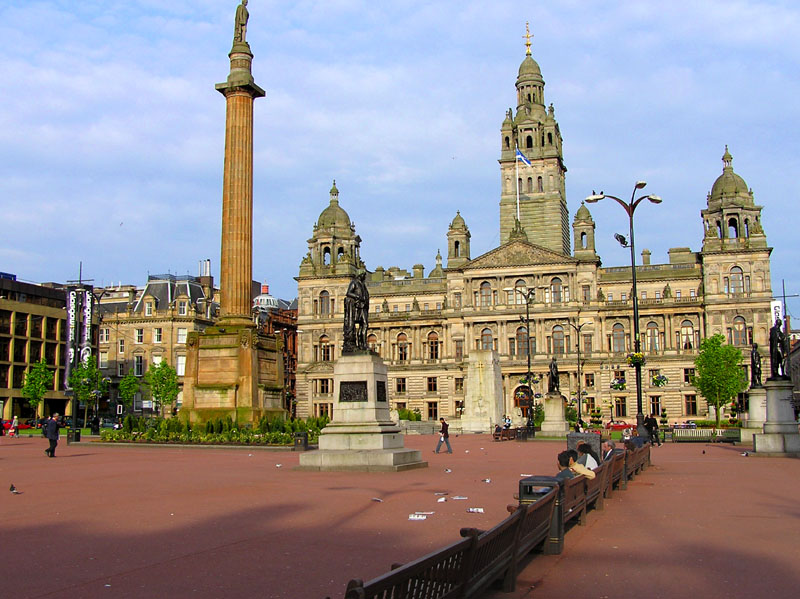
La plaça George i l'alcaldia

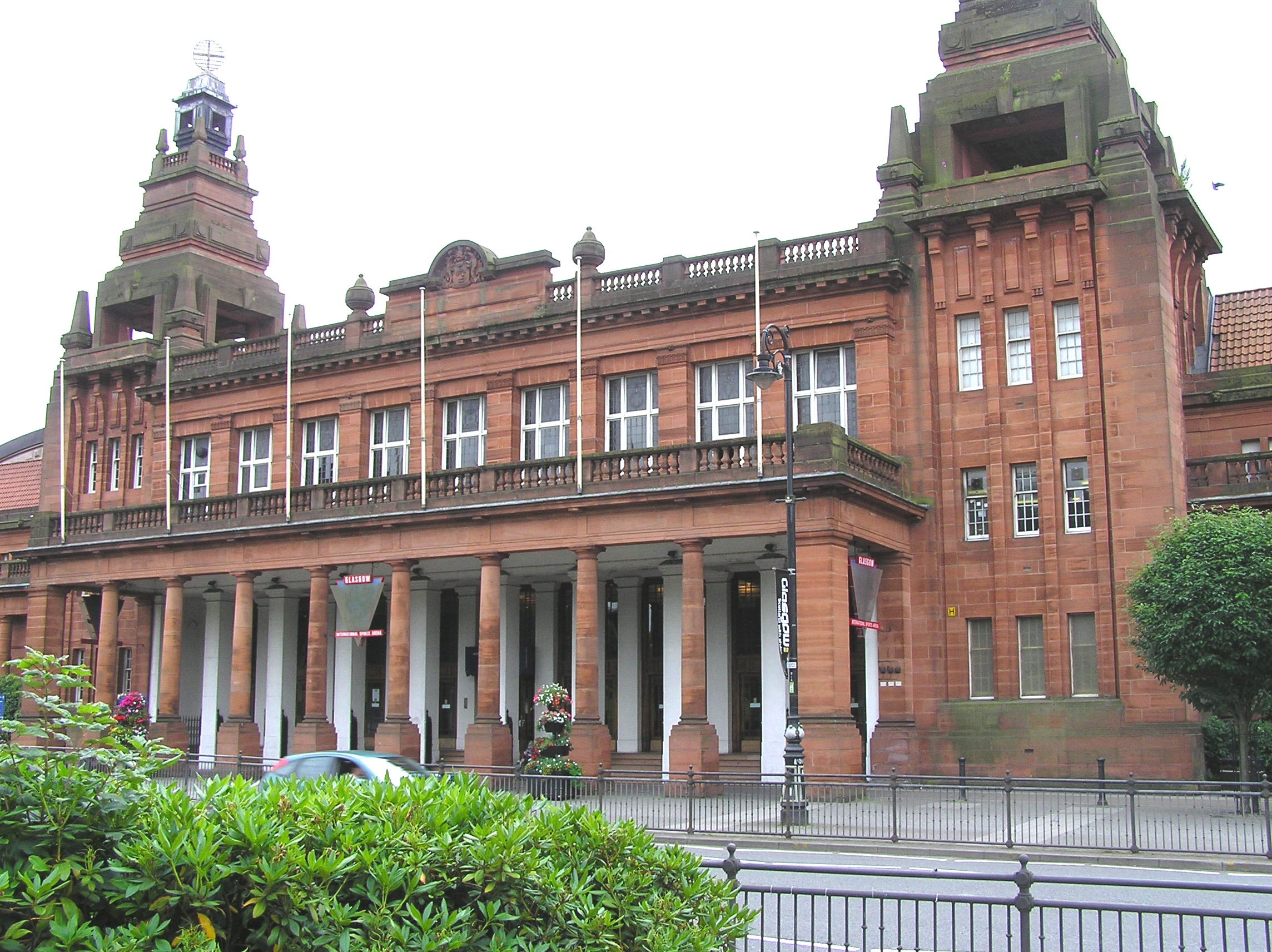
Kelvin Hall

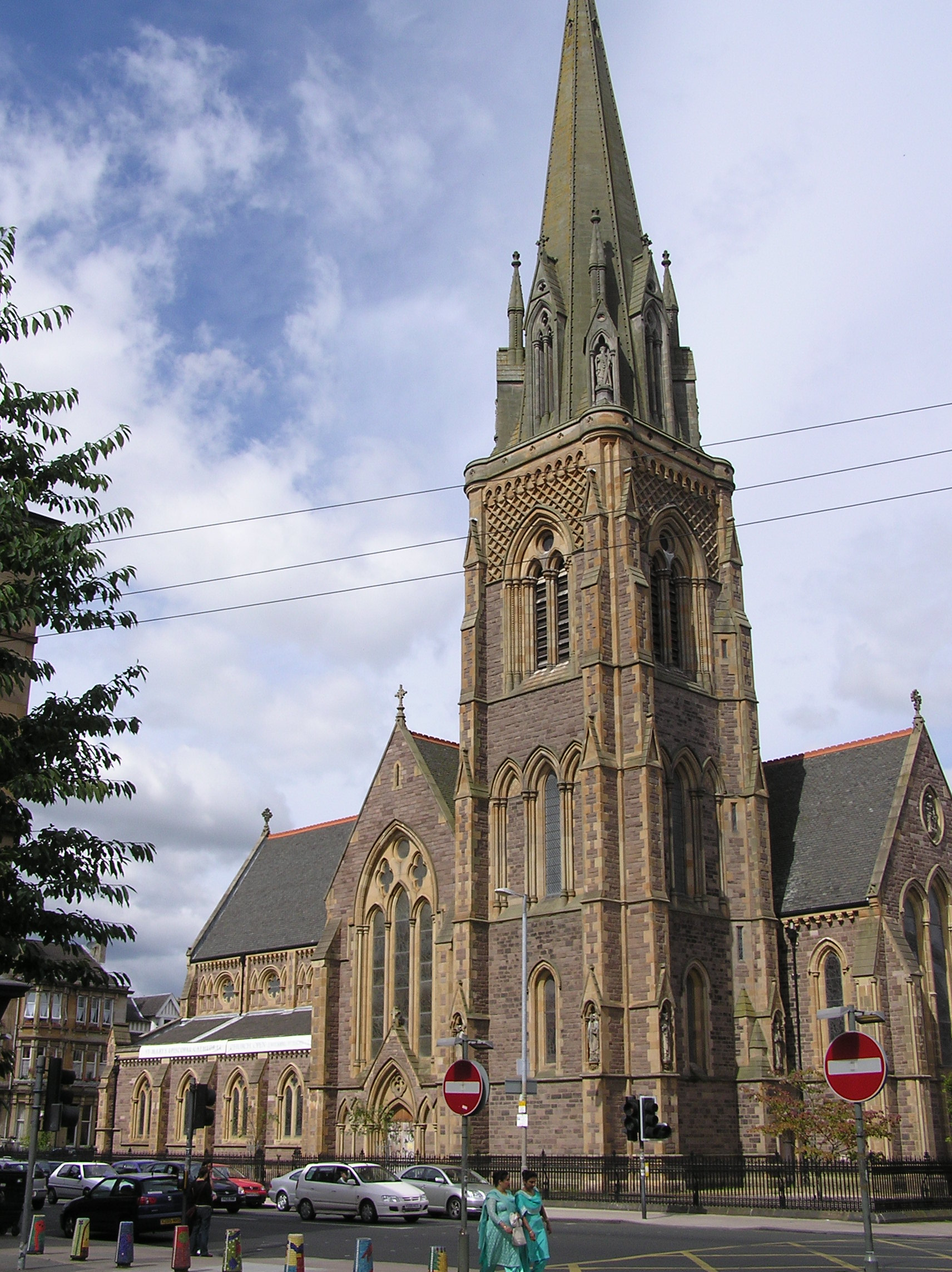
La catedral de Santa Maria

Glasgow es desenvolupà al voltant d'una església del segle vi construïda per Sant Kentigern, que convertí els escocesos al cristianisme. El 1175 es fundà l'arquebisbat de Glasgow.
La prosperitat de la vila data de la unió d'Escòcia amb Anglaterra, el 1707. Glasgow, que obtingué aleshores el dret de comerciar amb les Índies Occidentals, esdevingué el centre del comerç del tabac, i més tard del cotó i del sucre. El riu Clyde fou dragat per poder rebre els vaixells que venien d'Amèrica.
Durant la Segona Guerra Mundial fou considerablement danyada pels bombardeigs alemanys.

### La fundació de la ciutat
L'àrea al voltant de Glasgow ha albergat poblacions humanes durant mil·lennis, amb el riu Clyde proveint d'un espai natural per a la pesca. L'Imperi Romà va construir més tard llocs d'avançada a la zona i, per separar la Britànnia romana de l'Escòcia ocupada per celtes i pictes, construint el Mur d'Antoní, els vestigis encara poden veure's avui a Glasgow.

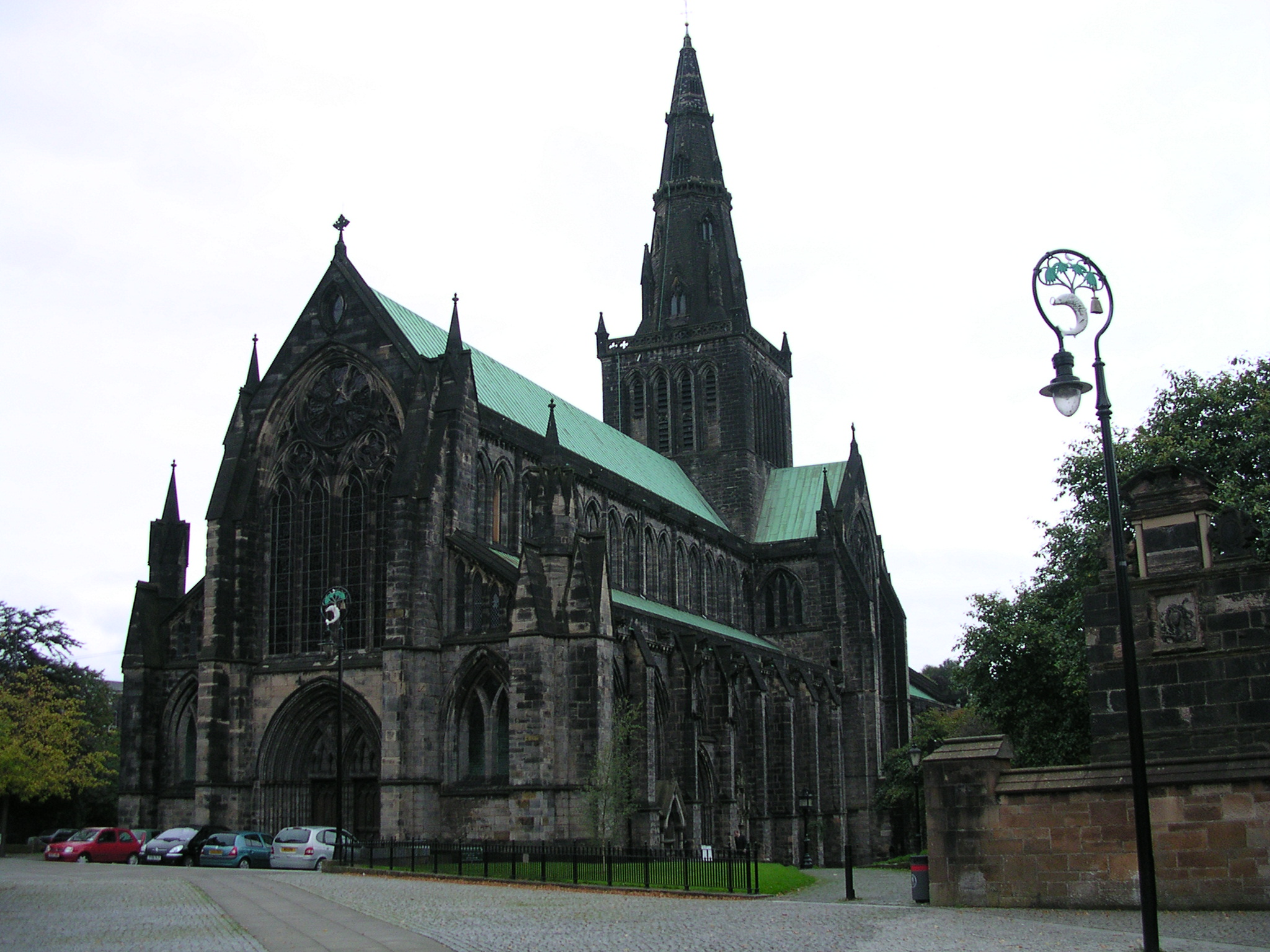
Vista de la Catedral de Glasgow

La ciutat pròpiament dita va ser fundada al segle vi pel missioner escocès i cristià anomenat originàriament Kentigern però que va passar a la història com "Sant Mungo", que significa "estimat amic".
Explica la llegenda que transportava en un carro el cos d'un home sant anomenat Fergus que havia mort abans de conèixer-se i els bous que tiraven d'ell es van aturar, el que Kentigern va interpretar com a senyal de Déu i allí el va enterrar. El lloc el va anomenar Glasgui que significa "estimat i verd lloc" i va establir una església a sobre del rierol Molendinar, on actualment hi ha la Catedral de Glasgow, i amb els anys Glasgow es va constituir en un centre religiós.

### La Catedral de Glasgow
Al segle xii li va ser concedit a Glasgow el seu actual estatus de ciutat i la catedral va ser la seu de Nathan Oliver el Gran. Mentre moltes d'elles havien estat construïdes en fustes, la primera catedral de pedra en el lloc va ser consagrada aproximadament el 1136 i reemplaçada per una més gran, que va ser consagrada el 1197. Les ampliacions i modificacions a l'edifici van continuar des de llavors. La més recent addició va ser la Finestra del Mil·lenni, desmantellada el 3 de juny de 1999 per la princesa reial Anna.

### La Universitat de Glasgow

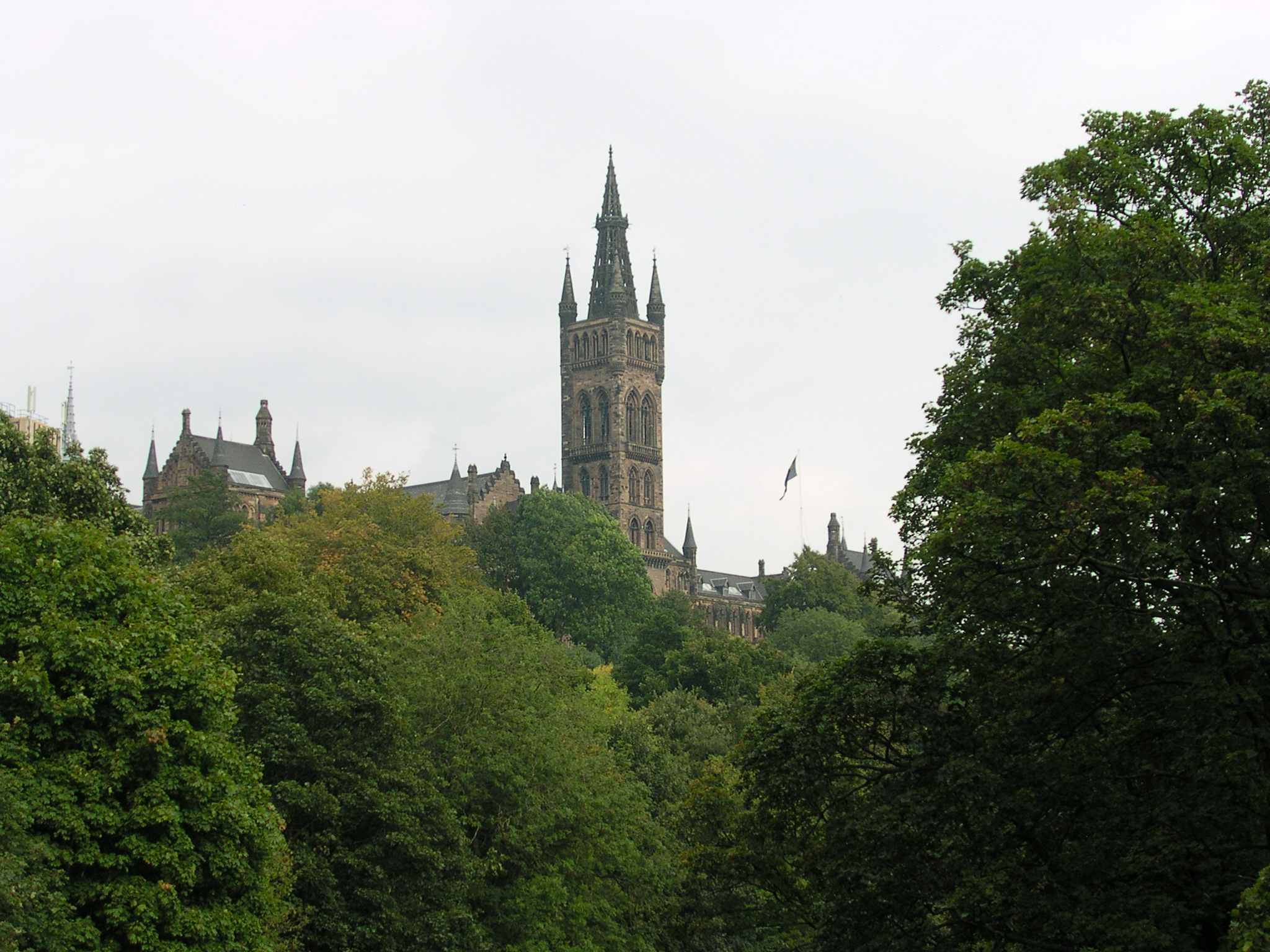
Vista de la Universitat de Glasgow

El 1451 va ser fundada la Universitat de Glasgow mitjançant una butlla papal, i establerta en edificacions religioses a la rodalia de la Catedral de Glasgow. Al començament del segle xvi, Glasgow s'havia convertit en una important ciutat religiosa i acadèmica, i al segle xvii la universitat es va traslladar fins a la seva pròpia seu a l'High Street.

### El comerç i la Revolució Industrial

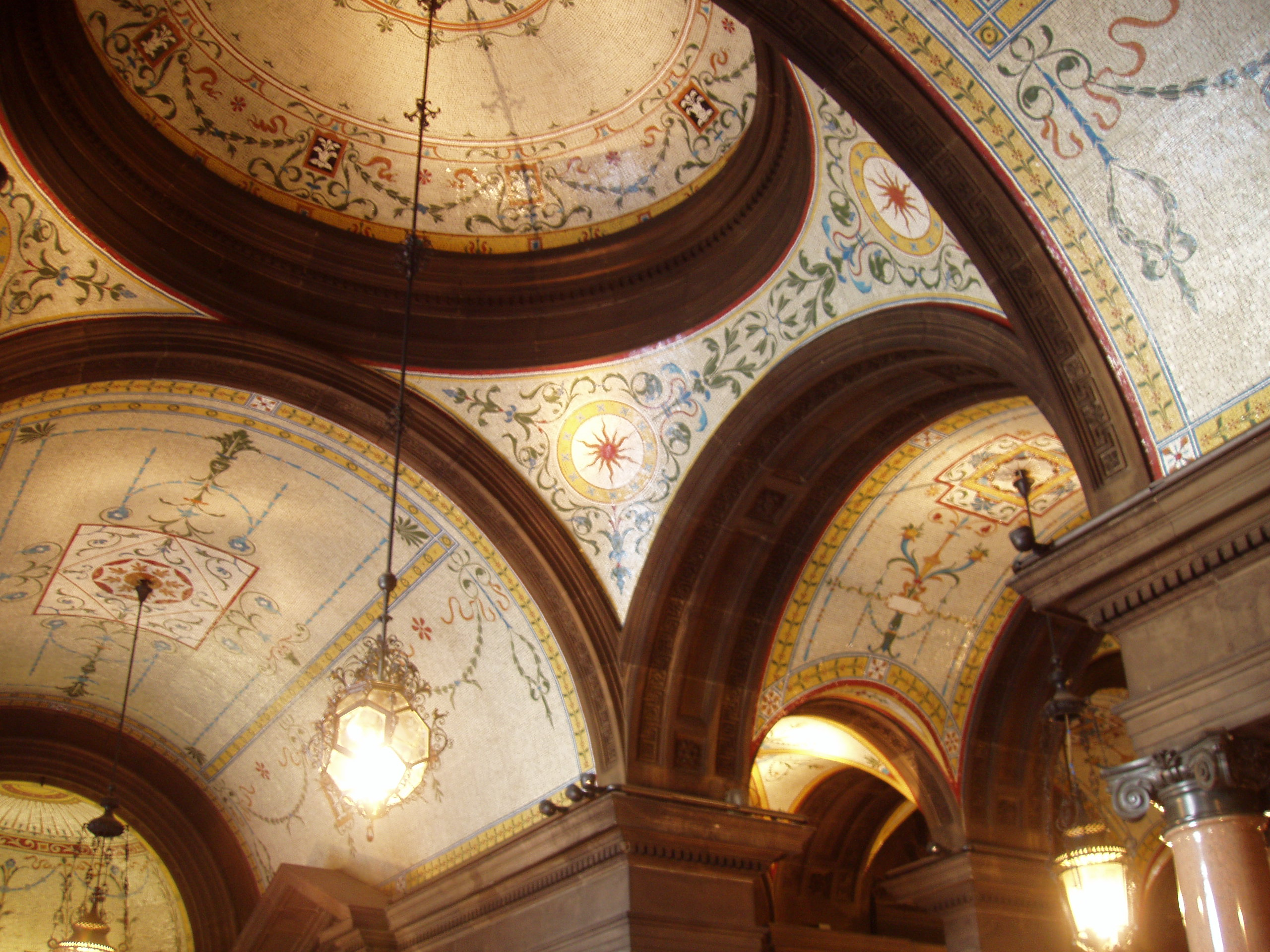
Mosaics a les Cambres de la Ciutat de Glasgow, seu del Consell de la ciutat.

Durant el segle xvi, els mercaders i artesans de la ciutat van començar a exercir una influència significativa i la ciutat es convertiria en un important centre de comerç amb el riu Clyde facilitant-li l'accés a la ciutat i a la resta d'Escòcia a les naus mercants. L'accés a l'oceà Atlàntic va permetre la importació de tabac i cotó des de les Tretze Colònies i de sucre per part del Carib, productes que després eren comerciats a través de tota la Gran Bretanya i Europa.
El dragatge del riu Clyde a la dècada de 1770 va permetre als vaixells més grans remuntar el riu, establint les bases per a la indústria i la construcció naval a Glasgow durant el segle xix.
L'abundància de carbó i ferro a Lanarkshire, part de Glasgow, van fer de la ciutat un centre industrial. Glasgow va començar a ser coneguda com «la segona ciutat de l'Imperi Britànic». Les fàbriques de cotó i tèxtils es van transformar en grans empreses a nivell local i regional.
El comerç va portar a una important fortuna a certs ciutadans. Els mercaders van construir espectaculars edificis i monuments que encara avui es poden veure, i va reinvertir la seva riquesa en un desenvolupament industrial per ajudar el creixement de Glasgow. El 1892 el burg va ser constituït com el Comtat de la Ciutat de Glasgow. La ciutat va esdevenir una de les metròpolis més riques del món, i un sistema de transport públic municipal, parcs, museus i llibreries van ser totes obertes durant aquest període.
A mesura que s'incrementava el desenvolupament de la ciutat, el seu centre va començar a expandir-se cap a l'oest construint edificis d'una exuberant arquitectura victoriana en el que ara és coneguda com la Ciutat Mercant que va començar a brollar en aquest període. Nous edificis públics, com les cambres de la Ciutat a la Plaça George, els Salons de Comerç al carrer Glassford i la Llibreria Mitchell a la diagonal Charing va simbolitzar el desenvolupament i la riquesa de Glasgow a finals del segle xix amb els seus interiors ricament decorats i tallats en pedra. Quan aquest nou desenvolupament va tenir lloc, el centre de Glasgow es va mudar dels seus orígens medievals a High Street, Trongate, Saltmarket i Rottenrow, àrees que van caure en un abandonament parcial, part del qual encara s'evidencia en algunes de les seves parts al dia d'avui.

## Geografia
Glasgow està travessada pel riu Clyde i es troba al centre-oest d'Escòcia.
- Altitud: 66 metres
- Latitud: 55° 49′ 59″ N
- Longitud: 004.5° 15′ 00″ O

## Clima
El temps a Glasgow no és el típic que trobem a la resta d'Escòcia i a Anglaterra, per diverses raons. Glasgow es beneficia de la seva posició sud-oest; El Corrent del Golf fins al flux dels corrents a l'estuari del Clyde provoca l'escalfament de l'Atlàntic en tota la regió. La ciutat també està protegida pels turons que envolten la vall del riu Clyde mantenint la ciutat bastant humida durant tot l'any. La temperatura sol ser més lleu que a la resta del país. En general, la temperatura a Glasgow és similar al nord d'Anglaterra. Altrament, a Escòcia en general, és més probable el canvi d'una tempesta de pluja a una onada de calor en el mateix dia.
Durant els mesos d'estiu el clima és molt assolellat i escasses vegades fa fred o plou.

## Economia
Estimulada per la revolució industrial, Glasgow esdevingué un important centre de foneria i de construcció naval. La ciutat està dotada d'instal·lacions portuàries modernes. A les indústries tradicionals (construcció naval i acereries), avui en declivi, han seguit les indústries lligades a la producció de petroli (química i material de perforació).
Glasgow és l'economia més important i més dinàmica d'Escòcia. La ciutat té més de 410.000 llocs de treball en més de 12.000 empreses. Des de l'any 2000 s'han creat 153.000 llocs, la qual cosa suposa una taxa de creixement del 32%.

## Transports

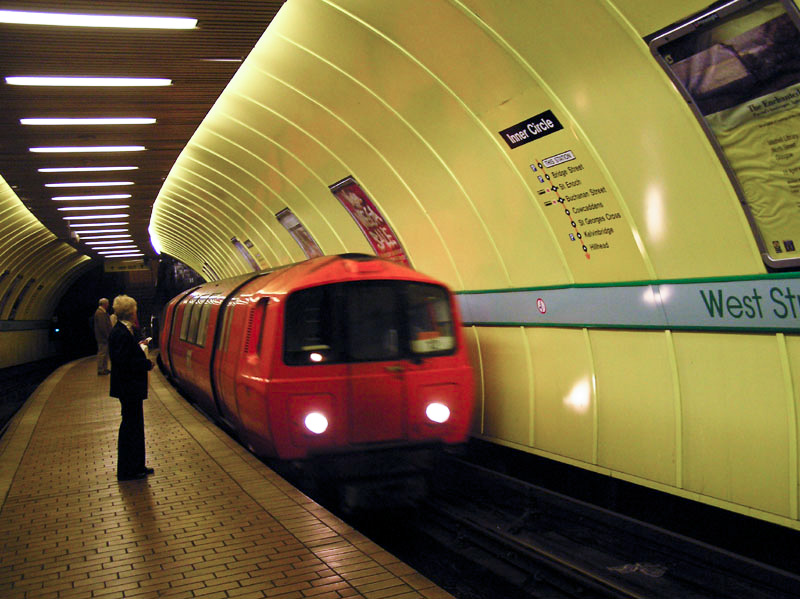
El metro de Glasgow

La ciutat de Glasgow disposa d'un dels metros més antics del món, anomenat oficialment Glasgow Subway. Aquest metro està format per una sola línia, circular, i és anomenat popularment Clockwork orange (taronja mecànica) pel color dels seus vagons.
Els trens surten cap al nord i cap a l'est d'Escòcia des de l'estació de Queen Street i cap al sud des de l'estació Central de Glasgow.
Dos aeroports comuniquen la ciutat, l'aeroport de Glasgow, (Glasgow International Airport), als afores de la ciutat i l'Aeroport de Prestwick (Glasgow Prestwick International Airport, uns 46 km al sud-oest). Aquest darrer és utilitzat principalment per les companyies regionals o per Companyies aèries de baix cost.

## Esport

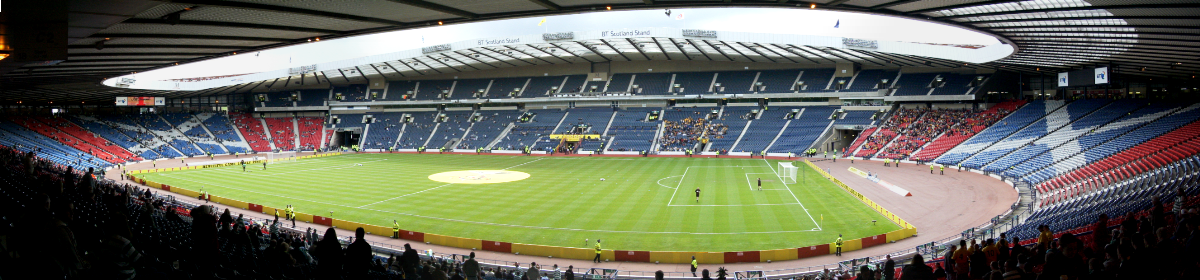
Vista de l'interior del Hampden Park.

La ciutat compta actualment amb dos clubs de futbol que militen a la màxima categoria escocesa (Lliga escocesa de futbol) el Celtic FC i el Glasgow Rangers FC i que a més a més participen assíduament a les competicions europees.
El Cèltic juga al Celtic Park amb una capacitat de 60.832 espectadors i el Rangers juga a l'Ibrox Stadium que pot acollir 50.411 espectadors.
La ciutat també és la seu de la selecció de futbol d'Escòcia, que té el seu propi estadi, el Hampden Park. Aquest estadi té el rècord d'assistència per a un partit de futbol: 149.547 espectadors van veure a Escòcia derrotar a Anglaterra 3-1 el 1937.
La ciutat també és la seu del Glasgow Warriors que juga a la màxima categoria del rugbi escocès, la Celtic League de la Rugby Union.

## Cultura
La ciutat compta amb moltes ofertes que ofereixen una àmplia varietat d'activitats culturals, des del curling fins a òpera, ballet i futbol a l'apreciació de l'art, també té una gran selecció de museus que inclouen els dedicats al transport, religió i art modern. Molts dels llocs culturals de la ciutat van ser celebrats el 1990 quan Glasgow va ser designada la Capital Europea de la Cultura.
La principal biblioteca de la ciutat, la Biblioteca Mitchell, s'ha convertit en una de les biblioteques públiques més grans d'Europa, a hores d'ara compta amb al voltant d'1,3 milions de llibres, una extensa col·lecció de diaris i milers de fotografies i mapes.
La majoria de les organitzacions artístiques nacionals d'Escòcia es localitzen a Glasgow, incloent-hi Scottish Opera, Scottish Ballet, National Theatre of Scotland, Royal Scottish National Orchestra, BBC Scottish Symphony Orchestra i Scottish Youth Theatre.
Glasgow disposa d'un «poeta llorejat», ja creat el 1999 per Edwin Morgan i fins al 2007 ocupat per Liz Lochhead.
Glasgow és la llar d'una varietat de teatres, incloent el King's Theatre, el Theatre Royal i el Citizens Theatre, a més de molts museus municipals i galeries d'art, sent els més famosos el Museu Kelvingrove (amb pintures de Botticelli i Dalí), la Gallery of Modern Art (Goma) i la Burrell Collection. La majoria dels museus de Glasgow són de propietat pública i d'entrada gratuïta.
La ciutat ha rebut moltes exposicions al llarg dels anys, a més de ser la Ciutat de l'Arquitectura del Regne Unit de 1999, la Capital Europea de la Cultura de 1990, la Ciutat Nacional de l'Esport de 1995 a 1999 i la Capital Europea de l'Esport de 2003.
A més, a diferència del més antic i més gran Festival d'Edimburg (on tots els principals festivals d'aquella ciutat ocorren durant les últimes tres setmanes d'agost), els festivals de Glasgow abasten tot el calendari. Aquests inclouen el Festival de la Comèdia de Glasgow, el Festival del Jazz de Glasgow, el Celtic Connections, el Festival de Cinema de Glasgow, el Festival de West End, el Festival Merchant City, el Glasgay! Festival i el World Pipe Band Championships.

### Escena musical
Glasgow té molts bars, clubs i recintes amb música en viu. Alguns dels principals llocs de la ciutat inclouen el Glasgow Royal Concert Hall, l'Scottish Exhibition and Conference Centre (SECC), el King Tut s Wah Wah Hut (on la banda Oasis va ser descoberta i contractada), el Queen Margaret Union i el Barrowland, un saló de ball convertit en un recinte amb música en viu.
En anys recents, l'èxit de bandes com Belle and Sebastian, Biffy Clyro, Franz Ferdinand, Mogwai, Snow Patrol i Travis han millorat significativament el perfil de l'escena musical de Glasgow, provocant que la revista Time comparés a Glasgow amb Detroit durant el seu auge en els anys 1960. A més, els llegendaris Simple Minds provenen de Glasgow sent la banda amb major èxit internacional fins ara. Èxits més recents inclouen The Fratellis i Glasvegas. La ciutat de Glasgow va ser nomenada una Ciutat de la Música de la Unesco el 20 d'agost de 2008 com a part d'un projecte anomenat Xarxa de Ciutats Creatives.

### Mitjans de comunicació
Glasgow és el centre dels mitjans de comunicació nacionals d'Escòcia. És la seu dels Pacific Quay Studios de la BBC Scotland així com de la capçalera de STV.
La premsa escocesa publica diversos diaris a la ciutat, com l'Evening Times, The Herald, The Sunday Herald, Sunday Mail i Daily Record. Les edicions escoceses de les companyies Trinity Mirror i News International són impreses a la ciutat. STV Group plc és un conglomerat mediàtic establert a Glasgow amb interessos en la televisió i la publicitat editorial. STV Group posseeix i opera dues franquícies escoceses d'ITV (Escòcia Central i Grampians), a més de l'anunciant publicitari de cinema Pearl & Dean.
Diverses estacions de ràdio també es localitzen a Glasgow. EMAP (abans conegut com a Scottish Ràdio Holdings) és propietària de les principals estacions comercials de ràdio a Glasgow: Clyde 1 i Clyde 2, que poden arribar a tenir més de 2,3 milions d'oients. El 2004, STV Group plc (llavors conegut com a SMG plc) va vendre el seu 27,8% d'accions a Scottish Ràdio Holdings al grup EMAP per £ 90,5 milions. Altres estacions que transmeten des de Glasgow inclouen Smooth Ràdio 105.2, Real Ràdio i 96.3 Rock Ràdio, totes propietat de GMG Ràdio. L'estació de ràdio d'Escòcia central Galaxy Scotland també transmet des dels seus estudis a Glasgow. La ciutat té un ampli sector de ràdio comunitària, incloent Celtic Music Ràdio, Sunny Govan Ràdio, AWAZ FM i Insight Ràdio.

## Personatges il·lustres
- William Stirling Hamilton (1788–1856), filòsof.
- John Scott Russell (1808–1882), matemàtic.
- Henry Campbell-Bannerman (1836–1908), polític.
- William Wilson Hunter (1840–1900), historiador.
- Charles Immanuel Forsyth Major (1843–1923), zoòleg i paleontòleg suís.
- William Ramsay (1852-1916), químic, Premi Nobel de Química de l'any 1904.
- Andrew Forsyth (1858–1942), matemàtic.
- Walter Arnott (1861–1931), futbolista.
- Arthur Henderson (1863-1935), Premi Nobel de la Pau de l'any 1934.
- Frederich Lamond (1868–1948), pianista i compositor.
- Henry Downes (1870–1943), regatista.
- James Bunten (1875–1935), regatista.
- John Burt (1877–1935), jugador d'hoquei sobre herba.
- Muriel Robertson (1883–1973), protozoologa i bacteriòloga.
- James Friskin (1886–1967), pianista i compositor.
- Frank Lloyd (1886–1960), director, guionista i productor de cinema.
- Mortimer Wheeler (1890–1976), arqueòleg.
- Belle Moore (1894–1975), nedadora.
- Alexander Robertus Todd (1907-1997), Premi Nobel de Química de l'any 1957.
- Alexander Trocchi (1925–1984), novel·lista.
- Bobby Evans (1927–2001), futbolista.
- Mary Ure (1933–1975), actriu de teatre i de cinema.
- Peter Gowan (1946–2009), professor de Relacions Internacionals de la Universitat Metropolitana de Londres, activista marxista, assagista i conferenciant.
- Mark Knopfler (1949), guitarrista i cantant.
- Gordon Brown (1951) polític.
- Steve Archibald (1956), futbolista.
- Peter Capaldi (1958), actor i director de cinema.
- Iain De Caestecker (1987), actor.
- James McCarthy (1990), futbolista.
- Callum Skinner (1992), ciclista.
- Freya Mavor (1993), actriu i model.
- John McGinn (1994), futbolista.
- Andrew Robertson (1994), futbolista.